# Euphorbia aristata
Euphorbia aristata là một loài thực vật có hoa trong họ Đại kích. Loài này được Schmalh. mô tả khoa học đầu tiên năm 1892.